# Тажигулова, Назгуль Нуржановна
Назгуль Нуржановна Тажигулова (каз. Назгүл Нұржанқызы Тәжіғұлова; род. 3 июня 1986 года) — казахстанская тхэквондистка.

## Биография
Назгуль родилась и живёт в Атырау.Окончила Институт нефти и газа 2004-2008.Около десяти лет занималась спортом (таеквандо) в ДЮСШ-1. В данный момент работает тренером в ДЮСШ-4. Замужем, мать двоих сыновей.
Бронзовый призёр чемпионата мира 2007 года (Китай г.Пекин).